# Spaten-Franziskaner-Bräu
Spaten-Franziskaner-Bräu is een Duitse brouwerij in München, die sedert 2003 tot het concern Anheuser-Busch InBev behoort.

## Geschiedenis
In 1922 kwam het tot een fusie tussen Spatenbräu en de Franziskaner-Brauerei en werd Gabriel-und-Joseph-Sedlmayr-Spaten-Franziskaner-Leistbräu AG en Spaten-Franziskaner-Bräu GmbH opgericht. Beide brouwerijen waren in de handen van de familie Sedlmayr en Joseph Sedlmayr en Gabriel Sedlmayr, de laatste later geëerd als Ritter von Sedlmayr, waren bewindvoerder van beide bedrijven en het fusiebedrijf.
De kunstenaar Ludwig Hohlwein uit München creëerde in 1934 of 1935 het tot heden gevoerde logo voor Franziskaner. In München Hauptbahnhof wordt men tot heden verwelkomd door een enkele meters hoge afbeelding van een franciscaner monnik in zijn bruine habijt en dat is nog steeds het belangrijkste reclame-medium voor de Franziskaner Bräu.
Tezamen met Löwenbräu behoorde Spaten-Franziskaner-Bräu vervolgens vanaf 1996 tot het concern Spaten-Löwenbräu, dat in 2003 door Interbrew werd overgenomen, hetwelk op zijn beurt in 2004 in InBev opging. De gehele expeditie en marketing van Spaten-Franziskaner-Bräu wordt vanuit de InBev-centrale in Bremen geleid.  